# Hosogaya Boshirō

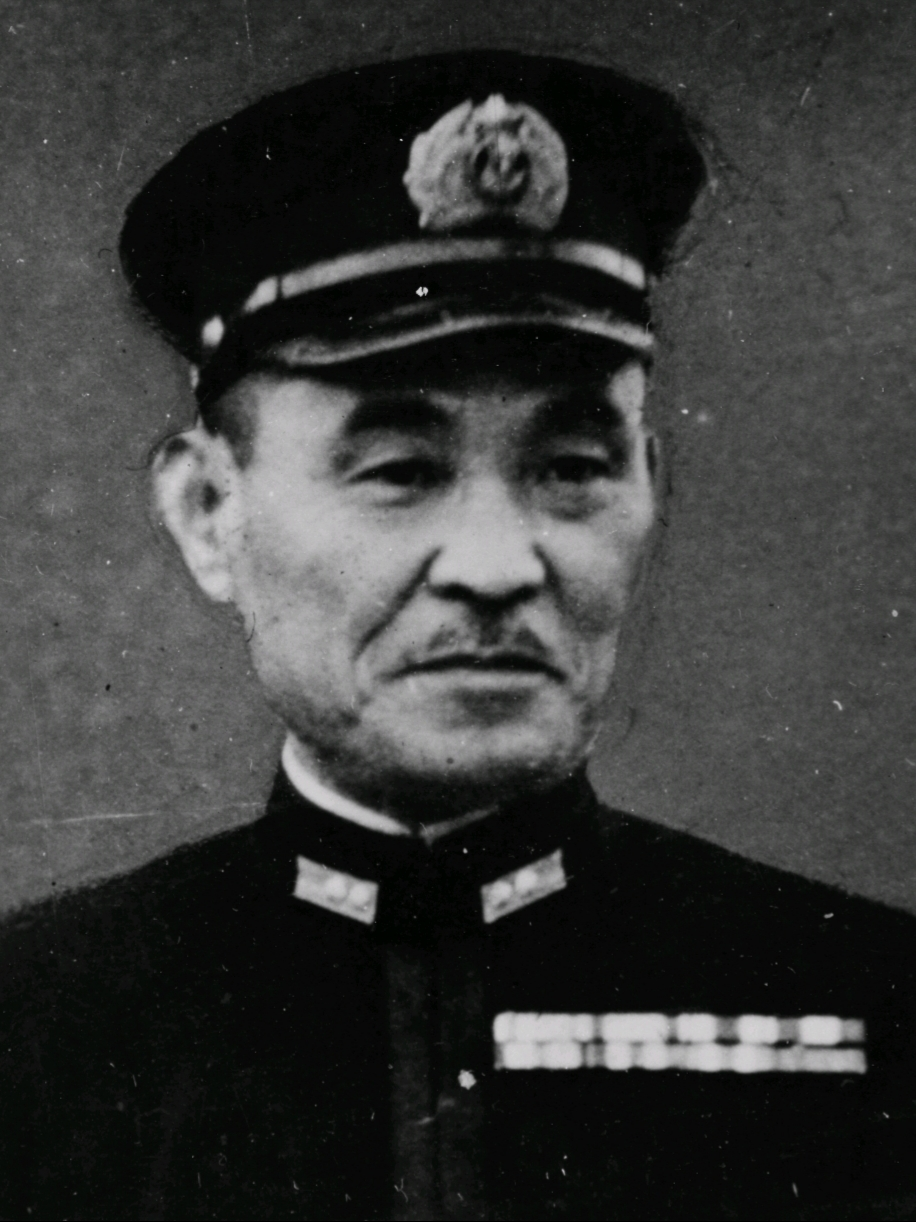
Vizeadmiral Hosogaya Boshirō (Januar 1944)

Hosogaya Boshirō (japanisch 細萱戊子郎; * 24. Juni 1888 in der Präfektur Nagano; † 8. Februar 1964) war ein japanischer Seeoffizier und zuletzt Vizeadmiral der Kaiserlich Japanischen Marine (Dai-Nippon Teikoku Kaigun), der zwischen 1938 und 1939 Kommandeur der 1. Trägerdivision (Dai Ichi Kōkū sentai) sowie während des Zweiten Weltkrieges von 1941 bis 1943 Kommandeur der 5. Flotte (Dai-go Kantai) war. Er wurde wegen Feigheit vor dem Feind abberufen und wurde zwischen 1943 und 1944 auf den Posten des Gouverneurs und Direktors der Verwaltung des Japanischen Südseemandats (Nan’yō guntō) abgeschoben, ein von 1919 bis 1944 bestehendes Territorium, das vom Völkerbund dem Japanischen Kaiserreich anvertraut wurde. Es war ein sogenanntes „C-Mandat“, wodurch die mikronesischen Inselgebiete der Karolinen, der Marshallinseln und der Nördlichen Marianen nach japanischem Recht regiert werden durften.

## Leben

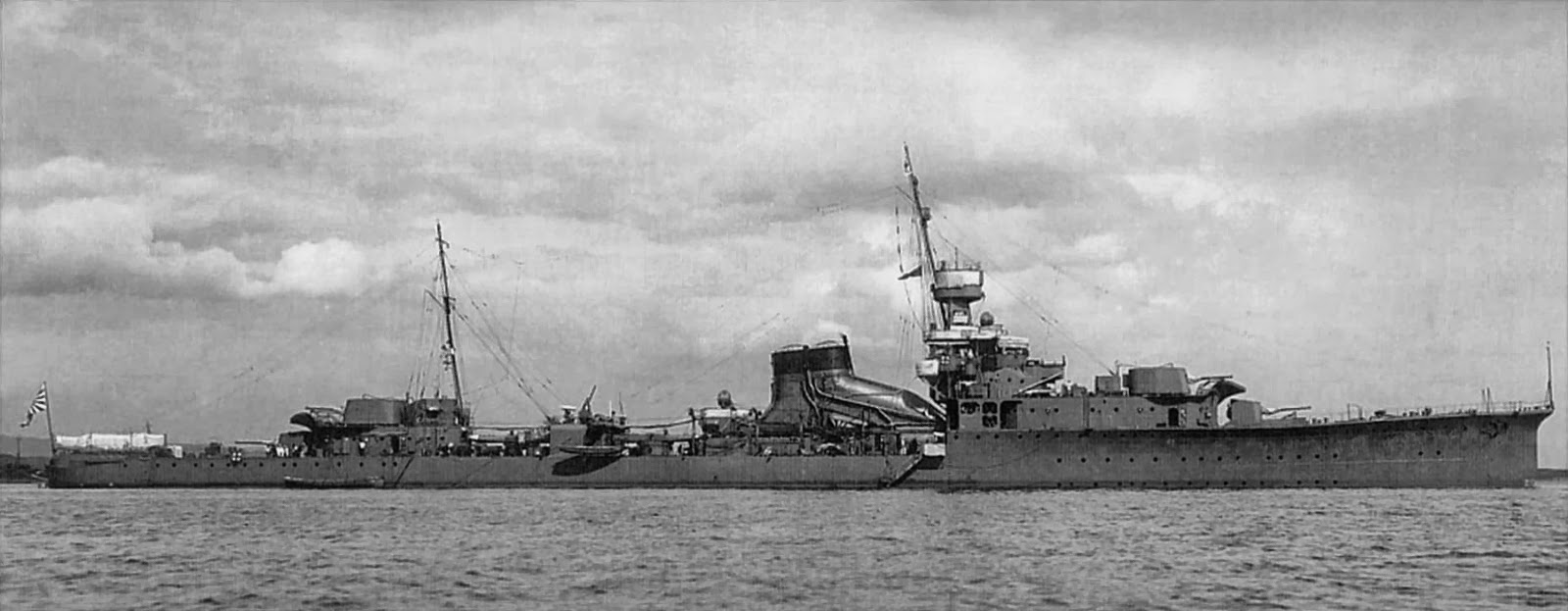
Fregattenkapitän Hosogaya fungierte zwischen 1924 und 1926 als Erster Offizier des Leichten Kreuzers Yūbari.

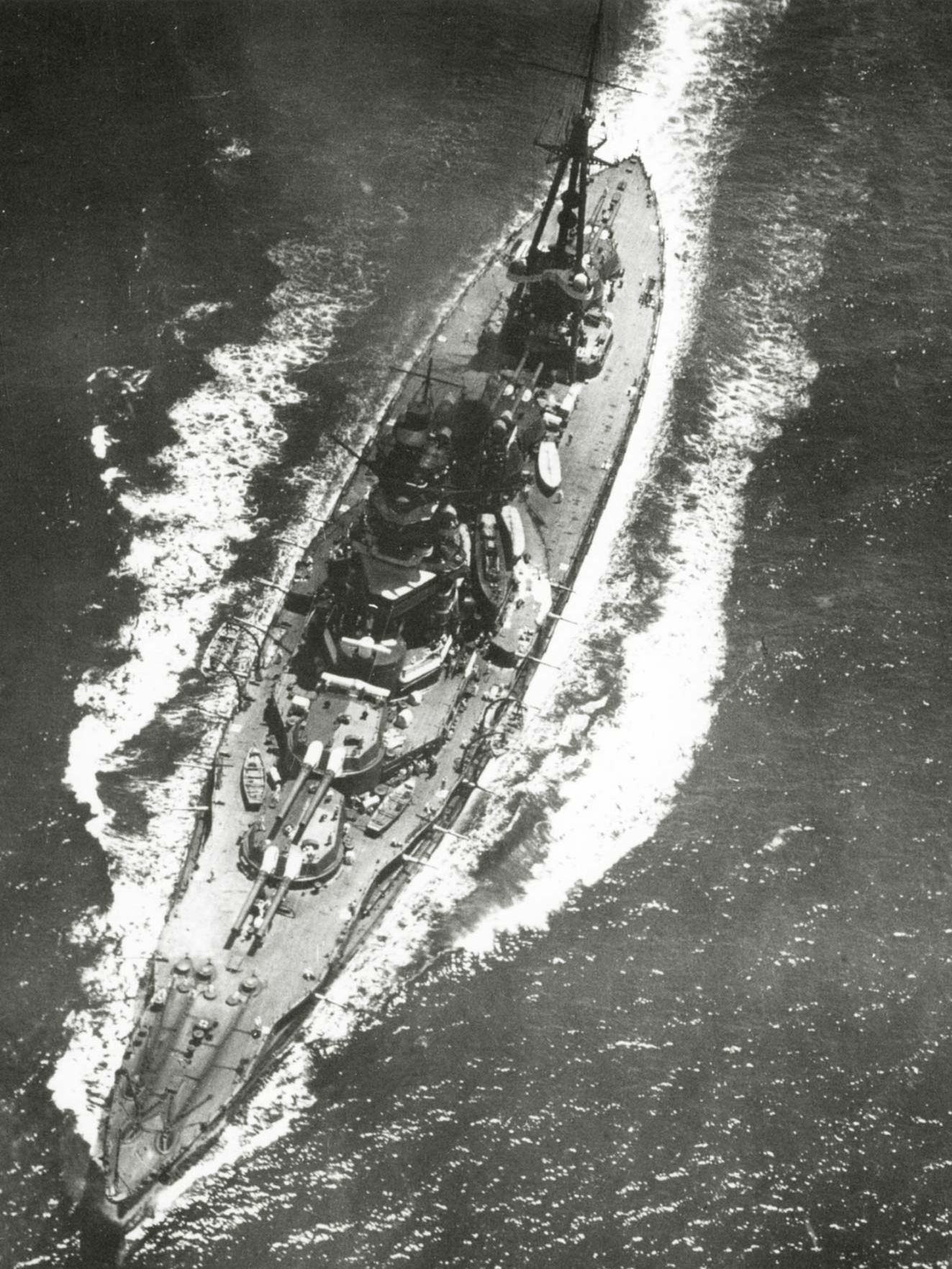
Hosogaya übernahm von 1928 bis 1929 den Posten als Erster Offizier des Schlachtschiffs Hyūga.

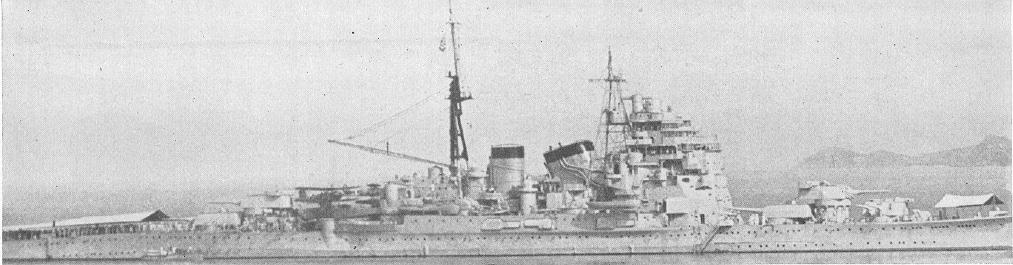
Kapitän zur See Hosogaya war 1932 Kommandant des Schweren Kreuzers Chōkai.

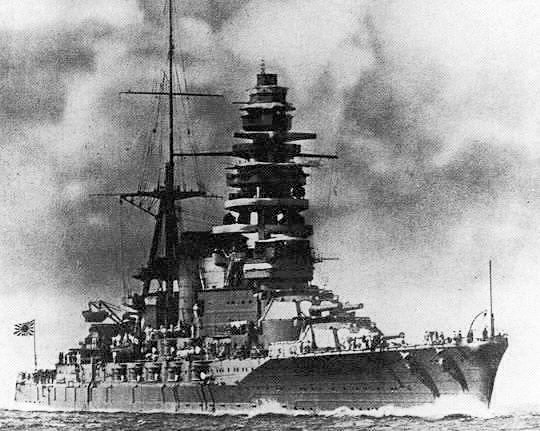
Hosogaya war von 1934 bis 1935 auch Kommandant des Schlachtschiffs Mutsu.

### Ausbildung und Verwendungen als Seeoffizier
Hosogaya Boshirō absolvierte eine Ausbildung zum Seeoffizier an der Marineakademie (Kaigun Heigakkō), die er als Angehöriger des 36. Lehrgangs am 21. November 1911 abschloss. Daraufhin trat er in die Kaiserlich Japanische Marine (Dai-Nippon Teikoku Kaigun) ein und fand in der Folgezeit zahlreiche Verwendungen als Seeoffizier auf dem Geschützten Kreuzer Sōya, dem Schlachtschiff Kashima, dem Zerstörer Asagiri sowie dem Einheitslinienschiff Suwo und absolvierte zudem Grundlehrgänge an der Marineschießschule sowie an der Torpedoschule. Während dieser Zeit wurde er am 15. Januar 1910 zum Leutnant zur See (shōi) sowie am 1. Dezember 1911 zum Oberleutnant zur See (chūi) befördert. Er war Absolvent des 18. Lehrgangs der Marinehochschule (Kaigun Daigakkō), den er am 27. Mai 1914 abschloss. Nach einem Fortgeschrittenen-Lehrgang an der Torpedoschule wurde er am 1. Dezember 1914 zum Kapitänleutnant (taii) befördert und war in der Folgezeit unter anderem Assistent im Stab der 1. Flotte (Dai-ichi Kantai) und im Stab des Marinebezirks Sasebo und Offizier auf dem Zerstörer Kaba.
Nachdem Hosogaya vom 1. Dezember 1918 bis zum 1. Dezember 1920 den Fortgeschrittenen-Lehrgang der Marinehochschule besucht hatte, wurde er am 1. Dezember 1920 zum Korvettenkapitän (shōsa) befördert und war daraufhin zunächst Offizier im Stab des 4. Geschwaders sowie danach im Admiralstab der Marine (Kaigun Gunreibu). Nach seiner Beförderung zum Fregattenkapitän (chūsa) fungierte er zwischen dem 1. Dezember 1924 und dem 15. Oktober 1926 Erster Offizier des Leichten Kreuzers Yūbari. Nach einer Verwendung im Marinebezirk Yokosuka und einer Seefahrt nach Europa und die USA war er nach seiner Rückkehr vom 1. März 1928 bis zum 30. November 1929 Erster Offizier des Schlachtschiffs Hyūga. Am 30. November 1929 erfolgte seine Beförderung zum Kapitän zur See (taisa), woraufhin er bis zum 1. Dezember 1931 Chef der Sektion 1 im Büro für Versorgung der Marinewerft Kure war.
Am 1. Dezember 1931 wurde Kapitän zur See Hosogaya Boshirō mit der Baubelehrung des Schweren Kreuzers Chōkai betraut. Er wurde nach der Indienststellung am 30. Juni 1932 erster Kommandant der Chōkai und verblieb auf diesem Posten bis zum 1. Dezember 1932. Am 1. Dezember 1932 wechselte er ins Marineministerium (Kaigun-shō) und war dort Chef der Sektion 1 im Büro für Versorgung. Daraufhin war er zwischen dem 15. September 1933 und dem 15. November 1934 Chef des Büros für Artillerie der Marinewerft Sasebo sowie vom 15. November 1934 bis zum 15. November 1935 Kommandant des Schlachtschiffs Mutsu.

### Flaggoffizier, Aufstieg zum Vizeadmiral und „Degradierung“
Nach seiner Beförderung zum Konteradmiral (shōshō) am 15. November 1935 übernahm Hosogaya zwischen dem 15. November 1935 und dem 1. Dezember 1936 als Kommodore des 5. Zerstörergeschwaders (Dai-5 Suirai Sentai). Anschließend wurde er am 1. Dezember 1936 erst Leiter der Marinekommunikationsschule (Kaigun Tsushin Gakko) sowie am 10. März 1937 Leiter der Torpedoschule der Marine (Kaigun Suirai Gakko), ehe er vom 28. Juli 1937 bis zum 19. April 1938 Kommodore des 4. Zerstörergeschwaders (Dai-4 Suirai Sentai) war. Nach einer darauf folgenden erneuten Abordnung in den Admiralstab wurde er am 25. April 1938 Nachfolger von Konteradmiral Kusaka Jinichi als Kommandeur der 1. Trägerdivision (Dai Ichi Kōkū sentai) und verblieb auf diesem Posten bis zum 15. November 1939, woraufhin Konteradmiral Ozawa Jisaburō ihn ablöste.
Nachdem Hosogaya Boshirō am 15. November 1939 seine Beförderung zum Vizeadmiral (chūjō) erhielt, war er ein Jahr lang bis zum 15. November 1940 Kommandant des Wachbezirks im Marinestützpunkt Ryojun in der Republik China. Danach fungierte er zwischen dem 15. November 1940 und dem 5. Juli 1941 als Oberkommandierender der 1. China-Expeditionsflotte (Dai-1 Kenshi Kantai) und wurde nach einer neuerlichen kurzzeitigen Abordnung in den Admiralstab am 25. Juli 1941 Oberbefehlshaber der 5. Flotte (Dai-go Kantai). Diese war Teil der Kombinierten Flotte (Rengō Kantai) unter dem Oberbefehlshaber Admiral Yamamoto Isoroku beziehungsweise ab dem 21. Mai 1943 Admiral Koga Mineichi und für die Sicherung der nordjapanischen Gewässer zuständig. Als Oberbefehlshaber der 5. Flotte nahm er mit dem Schweren Kreuzer Nachi als Flaggschiff während des Zweiten Weltkrieges im Pazifikkrieg an der Schlacht um die Aleuten (6. Juni 1942 bis 15. August 1943) bei der Aleuten-Inselkette vor der Küste von Alaska teil, die mit einem US-amerikanischen Sieg endete. Er nahm ebenfalls an der Seeschlacht bei den Komandorski-Inseln (27. März 1943) teil, die zwar mit einem taktischen Unentschieden, allerdings mit einem strategischen Sieg der USA endete. Am 31. März 1943 wurde er wegen Feigheit vor dem Feind von seinem Posten als Oberbefehlshaber der 5. Flotte entbunden und daraufhin von Vizeadmiral Shiro Kawase abgelöst. Er selbst wurde am 1. April 1943 zunächst wieder zum Generalstab abgeordnet und am 3. November 1943 in eine Wartestellung sowie am 4. November 1943 in die Reserve versetzt.
Wiederum am darauf folgenden 5. November 1943 wurde Hosogaya als Nachfolger von Kondō Shunsuke auf den Posten des Gouverneurs und Direktors der Verwaltung des Japanischen Südseemandats (Nan’yō guntō) abgeschoben, ein von 1919 bis 1944 bestehendes Territorium, das vom Völkerbund dem Japanischen Kaiserreich anvertraut wurde. Es war ein sogenanntes „C-Mandat“, wodurch die mikronesischen Inselgebiete der Karolinen, der Marshallinseln und der Nördlichen Marianen nach japanischem Recht regiert werden durften. Danach war er zwischen dem 1. April und dem 10. Juli 1944 Assistent von Vizeadmiral Nagumo Chūichi, dem Oberbefehlshaber der Zentralpazifischen Flotte (Chūbu Taiheiyō Hōmen Kantai), und danach Assistent des Oberbefehlshabers der 3. Südlichen Expeditionsflotte (Dai-San Nanken Kantai), Vizeadmiral Ōkawachi Denshichi. Am 3. Dezember 1944 trat er endgültig in den Ruhestand.

## Hintergrundliteratur
- Raymond Cartier: Der Zweite Weltkrieg. Band II (1942/1944), R. Piper & Co. Verlag, München 1967

## Weblink
- Hosogaya Boshiro. In: Imperial Japanese Navy. Abgerufen am 20. Juli 2023 (englisch).